# Bibliotekar D.B.
Bibliotekar D.B. er en bibliotekar uddannet Det Informationsvidenskabelige Akademi (IVA) som er del af Københavns Universitet. Da "bibliotekar" ikke er en beskyttet titel, anvendes betegnelsen for at skelne mellem uddannede bibliotekarer og andre. 
Bibliotekar DB  er en beskyttet titel, der kun kan erhverves ved at supplere en bachelorgrad i informationsvidenskab og kulturformidling med et erhvervsorienteret projekt af 30 ECTS, som afsluttes med en større skriftlig rapport, også på Københavns Universitet. 
Bibliotekar DB uddannelsen har optag sidste gang d. 1. september 2020
1. ↑  "Arkiveret kopi". Arkiveret fra originalen 28. januar 2020. Hentet 28. januar 2020.

.  